# Самбида
Самбида (лат. Sambida; первая половина V века) — один из вождей галльских аланов (упоминается в 440 году).

## Биография
Единственным нарративным источником, упоминающим о Самбиде, является «Галльская хроника 452 года». Согласно находящимся в ней сведениям, в 440 году римский военный магистр Флавий Аэций предоставил аланам Самбиды земли для поселения в располагавшейся вблизи Роны области Валентинуа. Центром новых владений аланов, получивших статус римских федератов, стал город Валанс. В отличие от аланов Гоара, в 442 году получивших густонаселённые земли в окрестностях Орлеана, аланы Самбиды заняли пустующие земли, что позволило им избежать конфликта с местным населением. Предполагается, что селя в окрестностях Валанса аланов, которые ранее были врагами римлян, Аэций принимал меры для защиты альпийских проходов от возможного проникновения багаудов в Северную Италию. Так же он, вероятно, намеревался в дальнейшем использовать аланскую конницу в войне против вандалов. Возможно, этим же целям служило и поселение бургундов в Сабаудии в 443 году.
О дальнейшей судьбе Самбиды ничего не известно. Согласно историческим источникам, во второй половине 450-х годов аланами в Валентинуа уже правил царь Беоргор.